# Palacio Arzobispal de Valencia
El palacio arzobispal de Valencia es la residencia del arzobispo de Valencia situada en la calle Palau nº 2 en la ciudad de Valencia (España), en el barrio de la Seu. Sus orígenes se remontan a la conquista de la ciudad, pero su aspecto actual es debido a una reconstrucción posterior a la Guerra civil española.

## Descripción
La ejecución del palacio fue obra del arquitecto castellonense Vicente Traver. Las obras dieron comienzo en 1941 y fueron finalizadas en el año 1946, siendo su constructor Federico Ferrando Tena. El edificio actual corresponde a un estilo historicista barroco de la posguerra. Presenta fachadas de ladrillo visto de tonalidad rosada sobre un zócalo de piedra, entresuelo con huecos enmarcados también con piedra, principal con balcones moldurados, y un cuerpo central destacado donde se ubica la portada, con un balcón con barandillas de piedra, por encima de esta está el escudo arzobispal y en la parte más alta una lápida con una inscripción, rematado con un frontón triangular.
Del edificio destaca una torre rectangular con vanos de medio punto abiertas por los cuatro costados. En la esquina de la plaza con la calle Barcella hay una escultura del Ángel Custodio sobre una gran columna de orden corintio obra del escultor Vicente Rodilla.
En su interior, traspasada su gran puerta formada por un arco de medio punto situado en la fachada principal, se accede a un vestíbulo o distribuidor de planta cuadrada. Desde aquí se llega a las diferentes dependencias y oficinas del arzobispado, por una suntuosa escalera llega al piso principal. En esta planta hay una sala conocida como Sala de Espera, que comunica con un pasillo donde se abren las distintas estancias privadas: Salón de Audiencias, Salón del Trono, Oratorio privado, etc.

## Historia
El palacio tiene sus orígenes en una venta que hizo Jaime I de Aragón de unas casas, unas nueve, situadas frente a la iglesia de Santa María, la que sería después la catedral. Estas casas pronto se quedaron pequeñas, ya que el 15 de junio de 1360 Pedro el Ceremonioso concedía permiso al obispo Vidal para adquirir diversas edificaciones adyacentes al palacio, ampliándose hasta la hoy desaparecida iglesia de Santo Tomás. El obispo Hugo de Fenollet construyó el arco que enlaza el palacio con la catedral, a lo que los Jurados de la ciudad se opusieron, pero que finalmente consintieron el 2 de mayo de 1357.
El edificio se reformó varias veces, pero las más importantes fueron las obras emprendidas en el siglo XVIII por los arzobispos Mayoral (quien encargó los trabajos a José Herrero) y Fabián y Fuero. En esta reforma se colocó en el centro del patio una escultura de Santo Tomás de Villanueva, obra de José Esteve Bonet y costeada por el canónigo Pérez Bayer.
El palacio poseía una gran biblioteca fundada en 1758 por el Arzobispo Mayoral, elogiada por Ponz, quien dijo que era la más antigua de toda la ciudad. Durante la Guerra de la independencia española fue incendiada parcialmente. Posteriormente el arzobispo Simón López y Sicilia la restauró y amplió. También se conservaba una colección numismática, esculturas antiguas y cuadros de gran valor.
Durante la guerra civil española el palacio fue incendiado, en 1936, y acabado el conflicto, en 1940 se derribó siendo arzobispo Prudencio Melo. El nuevo palacio se construyó entre 1941 y 1946 según el proyecto de Vicente Traver. Dentro del nuevo edificio encaja varios arcos apuntados del siglo XIII y un pilar de base octogonal y un capitel gótico, utilizándolos como elementos constructivos para la nueva Sala de reuniones; también se respetó en parte la estructura de la capilla neoclásica.
Durante su visita a Valencia, los papas Juan Pablo II y Benedicto XVI se alojaron en el palacio.